# Anne Evans
Anne Elizabeth Jane Evans, född 20 augusti 1941 i London, är en brittisk operasångerska (sopran), mest känd för sina legendariska tolkningar av Richard Wagners operor. 
Evans inledde sin karriär på 1960-talet med enklare verk av Mozart, Verdi och sedermera Puccini. Hon gjorde under 1970-talet internationell karriär och utvecklade snabbt sin repertoar till att omfatta några av Wagners främsta verk. Under åren 1999–2002 var hon knuten till Bayreuth där hon sjöng rollen som Brünnhilde i Harry Kupfers uppsättning av Nibelungens ring. Anne Evans blev adlad (DBE) år 2000 och drag sig tillbaka från operascenen år 2003.